# ダズンズ
ダズンズ（The dozens）とはアフリカン・アメリカン（黒人）の伝統、習慣のひとつ。観客がいるところで、1対1で互いに相手の母親に関する罵りの言葉を言いあって、先に怒ったり言い返せなくなったほうが負け、というゲーム。うまい人は尊敬される。目的は罵倒や喧嘩をすることではなく、馬鹿にされても怒らない精神力の強さや言葉の表現力を競うこと。フリースタイルのラップの源流といわれ、ラップの発展の一要素といわれている。見ている観客は対戦者同士のやり取りに対して、野次や賞賛の言葉をそのつど叫ぶ。すばらしい勝ち方をした場面では「ああ！おわりだ！（"Ohhhh! Burn!"）」と叫ぶ。

## 起源
言葉の起源はニューオーリンズの奴隷の競売市場で、年老いたり働く力の無い奴隷がダース単位で売られた（sold by the dozen）ことではないかと言われている。ダース単位で売られることは、黒人にとってもっともひどい出来事だった。

## 使い古されている一般的な例
"Yo' momma" というフレーズで始めるのが一般的。
- 「お前のママは馬鹿すぎて、太陽電池で動く懐中電灯を買ったらしいな！」
- 「お前のママはあばずれだから、寝室に受付があるらしいな！」
- 「お前のママは太りすぎてるから、お前のパパは墓地を作るためにグランド・キャニオンを買ったらしいな！」